# Mengenillidae
Mengenillidae es una familia de insectos del orden Strepsiptera. Estos insectos viven como parásitos en otros insectos. La familia, que incluye solo 12 especies vivas descritas, se considera el grupo más primitivo de Strepsiptera vivientes, excepto el grupo recién descubierto de Bahiaxenidae.

## Descripción
Los Mengenillidae están ligeramente menos desarrollados que otras Strepsiptera. Los machos tienen tarsos de cinco articulaciones con garras fuertes y antenas de seis artejos donde solo se ramifican los artejos tercero y cuarto. La frente y la cara se han fusionado en una placa, y los ojos facetados tienen aproximadamente 40 facetas. Son las únicas Strepsiptera en las que las hembras tienen ojos y antenas bien desarrollados; en los otros taxones, las hembras se asemejan a sacos.

## Distribución
Las especies de esta familia habitan en el sur de Europa, África, Asia o Australia.

## Taxonomía
Esta familia incluye 12 especies descriptas.
- Familia Mengenillidae Kinzelbach, 1970
  -     - Género Eoxenos Peyerimhoff, 1919
      - Eoxenos laboulbeni Peyerimhoff, 1919 – Sur de Europa y norte de África

    - Género Congoxenos Kinzelbach, 1972
      - Congoxenos stami

    - Género Mengenilla Hofeneder, 1910
      - Mengenilla arabica
      - Mengenilla australiensis Kifune & Hirashima, 1983 – Australia
      - Mengenilla chobauti Hofeneder, 1910 – sur de Europa
      - Mengenilla gracilipes (Lea, 1910) – Australia
      - Mengenilla kaszabi
      - Mengenilla leucomma Cook, 2007 – Madagascar
      - Mengenilla marikovskii
      - Mengenilla orientalis
      - Mengenilla parvula Silvestri, 1941 –  sur de Europa
      - Mengenilla sinensis